# C.F. von Schalburg's Mindefond
C.F. von Schalburg's Mindefond blev stiftet efter Christian Frederik von Schalburgs død i 1942 af hans enke, Helga Schalburg, og det danske naziparti DNSAP.
Fundatsen opgav fondens formål således: "Fondets Formaal er at yde Støtte til danske Deltagere i den fælles europæiske Kamp mod Bolschevismen og til disses Paarørende samt efter Krigens Afslutning om ønskes at formidle Soldaternes Tilbagegang til de Erhverv, hvorfra de er udgaaet."
På det konstituerende møde 9. september 1942 vedtog man, at præsidiet for fondet skulle bestå af følgende medlemmer:
- C.O. Jørgensen, godsejer, stabsleder i DNSAP
- J.P. Krandrup, kontorchef
- Willy Madsen, fabrikant
- K.B. Martinsen, kommandør for Frikorpset
- Carl Popp-Madsen, dr.jur.
- Helga Schalburg
- Heinrich Carl Schimmelmann, lensgreve og godsejer, stabsleder i DNSAP
- Vilhelm Wanscher, professor ved Kunstakademiet
- Svend Kofoed Wodschow, orlogskaptajn, stabsleder i DNSAP

SS-Unterscharführer Henning Ditlefsen blev forretningsfører. Allerede den 8. december samme år trak de tre DNSAP-medlemmer i præsidiet sig ud af fonden, fordi Helga Schalburg ikke ønskede partipolitisk tilknytning til DNSAP. I stedet indtrådte bl.a. kreditforeningsdirektør Poul C. Rasmussen.
I 1943 og 1944 havde fonden adresse med telefon på Falkonergårdsvej 11, Frederiksberg.
Efter befrielsen 1945 blev fonden tvangsopløst, mens medlemmerne af præsidiet blev behandlet meget forskelligt af domstolene: Popp-Madsen, Helga Schalburg og grev Schimmelmann blev alle tiltalt og dømt i retsopgøret for deres engagement i fonden, mens de øvrige medlemmer ikke blev tiltalt endsige dømt (Wodschow var imidlertid flygtet til Tyskland). K.B. Martinsen blev dog tiltalt og dødsdømt for sine øvrige gerninger.